# Busto di papa Paolo V
Il busto del papa Paolo V è un'opera dello scultore Gian Lorenzo Bernini realizzata in tre diverse versioni.

## Versioni

### Prima versione
Realizzato dal Bernini intorno al 1619-1620, su commissione diretta dello stesso papa, fu tenuto dal pontefice nella propria camera da letto fino alla sua morte nel 1621. Dopo tale data fu conservato nel Palazzo Borghese a Ripetta e successivamente nella "galleria" di Villa Borghese fino al 1893 quando, con attribuzione ad Alessandro Algardi, fu alienato in un’asta tenuta a Roma tra il 13 e il 24 marzo di quell'anno dalla galleria antiquaria di Vincenzo Capobianchi (Roma 1836-1928), pittore e mercante d’arte, assieme ad altre opere d’arte della collezione Borghese. Subito dopo l’asta del 1893 la scultura passò in una collezione privata a Vienna, come precisò molti anni dopo Italo Faldi probabilmente su segnalazione di Antonio Muñoz, ma dalla fine del XIX secolo se ne sono definitivamente perse le tracce. Riscoperta e riattribuita al Bernini da Francesco Petrucci, uno dei massimi esperti berniniani,  si trova ora al Getty Museum di Malibù.

### Seconda versione
Realizzato intorno al 1622 su commissione del cardinale Scipione Borghese, dopo la morte del papa, e non nel 1618 come a lungo creduto, ha una dimensione ridotta, rispetto alle altre due versioni. Stilisticamente il bustino è più vicino ai ritratti dei primi anni ’20 che a quelli del decennio precedente, come ha opportunamente precisato Andrea Bacchi, che ne ha proposto una datazione al 1622-1623. La mancanza di iride e pupilla nei globi oculari  è un motivo generalmente adottato nei ritratti postumi,  come fece lo stesso Bernini per quelli di Monsignor Francesco Barberini (Washington, National Gallery of Art) e di Antonio Barberini (Roma, Galleria Nazionale d’Arte Antica, Palazzo Barberini). E' conservato nella Galleria Borghese a Roma.

### Terza versione
Il cardinale Scipione Borghese, nel 1623 circa, dopo l’esecuzione dei due busti in marmo precedenti, commissionò al fonditore Sebastiano Sebastiani un busto in bronzo del pontefice “con ordine del Cavaliere Bernino”  e sotto la sua direzione. Il busto bronzeo, venduto nel 1892 ad una precedente asta Giacomini e Capobianchi della collezione Borghese, sempre con attribuzione ad Alessandro Algardi, è confluito poi a Copenaghen, Staten Museum for Kunst.

## Riscoperta della prima versione del busto
Considerato opera perduta per la maggior parte del XX secolo riappare a Bratislava nel 2014.

 Arrivò, non si sa quando e come, a Bratislava (oggi capitale della Slovacchia) nelle raccolte di Ernest Zmeták, un noto artista slovacco morto nel 2004. Nella stessa città viene venduto il 23 settembre 2014, in una casa d’aste locale, la Soga (era il lotto 200), per poche decine di migliaia di euro come "busto di papa di ignoto scultore italiano". Per appurarne la presunta autografia berniniana il fortunato acquirente, un giovane imprenditore francese residente in quella città, si rivolge ad uno dei maggiori esperti del Bernini, Francesco Petrucci che dirige il Museo del Barocco Romano di Ariccia. Il racconto dello studioso è appassionante: «Volle che andassi da solo con lui, mi portò in una zona periferica di Bratislava, quindi entrammo in uno scantinato varcando una serie di porte di ferro. Arrivati in uno stanzone completamente vuoto e arieggiato solo da una finestrella in alto, vidi per terra, sopra una piattaforma, il busto coperto da un lenzuolo bianco». Era il capolavoro perduto, che riappariva dopo circa 120 anni. . Il proprietario ha rivenduto l'opera, tramite la casa d'aste Sotheby's, all'attuale proprietario, il Getty Museum.
La vendita del busto in marmo è considerata un'esportazione illegale di beni culturali in Slovacchia. Il mercante d'arte francese Clément Guenebeaud acquistò il busto dagli eredi del pittore e collezionista d'arte Ernest Zmeták (1919–2004) per 24.000 euro. La domanda di esportazione indicava un valore di 7 milioni di euro. Ciò sollevò il sospetto che il funzionario responsabile delle esportazioni fosse stato corrotto. Una successiva vendita tramite la casa d'aste Sotheby's raggiunse il prezzo di 33 milioni di dollari.